# Самбурки
Самбурки (укр. Самбурки) — историческая местность на территории Голосеевского района города Киева. Самбурки находятся в районе переулка Самбирского (ранее — Самбурского). Название урочища может быть связано с «самбуком» (бузиной), «самбиром» (лозняком) или со старославянским именем Самбор («единоборец, богатырь»). Хутор возник в XIX веке как владение Киево-Печерской лавры.

## История
Одно из первых упоминаний о Самбурках приходится на 1580 год, когда они фигурируют как владение Киево-Печерской лавры «Сад Марский» (включало поселения и сад). Происхождение слова «Марской» неизвестно. В XVIII веке поселение фигурирует под двумя названиями — хутор Садморский и хутор Самбурский (последнее название, вероятно, является результатом трансформации первой). В течение XIX — начале XX века устанавливается название «хутор Самбурский», в котором в 1900 году насчитывалось 36 жителей. В 1920 году Самбурки были изъяты у Лавры в государственное владение и подчинены Мышеловскому сельсовету, после чего потеряли статус самостоятельного поселения.